# Diogo Perez Sarmiento
 Diogo Perez Sarmiento  (1340 - ?) foi um nobre castelhano e foi senhor de Salinas (Espanha) e senhor de Villamayor.

## Relações Familiares
Foi casado por duas vezes, a primeira com D. Maria de Velasco, nascida em 1345 de quem teve dois filhos:
1. Diogo Gómez Sarmiento, que foi marechal de Castela, nascido em 1355 e que foi casado com D. Leonor Enriquez de Castela.
2. Pedro Ruiz Sarmiento, que foi o 1º senhor de Rivadavia e que foi casado com D. Joana de Gusmão, filha de Pedro Nunes de Gusmão (1300 -?), Senhor de Aviados e de Inês de Haro.

O Segundo casamento foi com D. Mécia de Castro, nascida em 1350 e de quem teve uma filha:
1. D. Leonor Sarmiento, nascida em 1370 e que foi casada com D. Fernando Enriquez, o 1º senhor das Alcáçovas.

## Ver  também
- Lista dos Senhores de Villamayor.
- Lista dos Senhores de Salinas.